# Karolinów (powiat piotrkowski)
Karolinów – wieś w Polsce, w województwie łódzkim, w powiecie piotrkowskim, w gminie Sulejów.
Do 2023 miejscowość była przysiółkiem wsi Bilska Wola.
W latach 1975–1998 przysiółek administracyjnie należał do województwa piotrkowskiego.